# Друга ойратсько-манчжурська війна

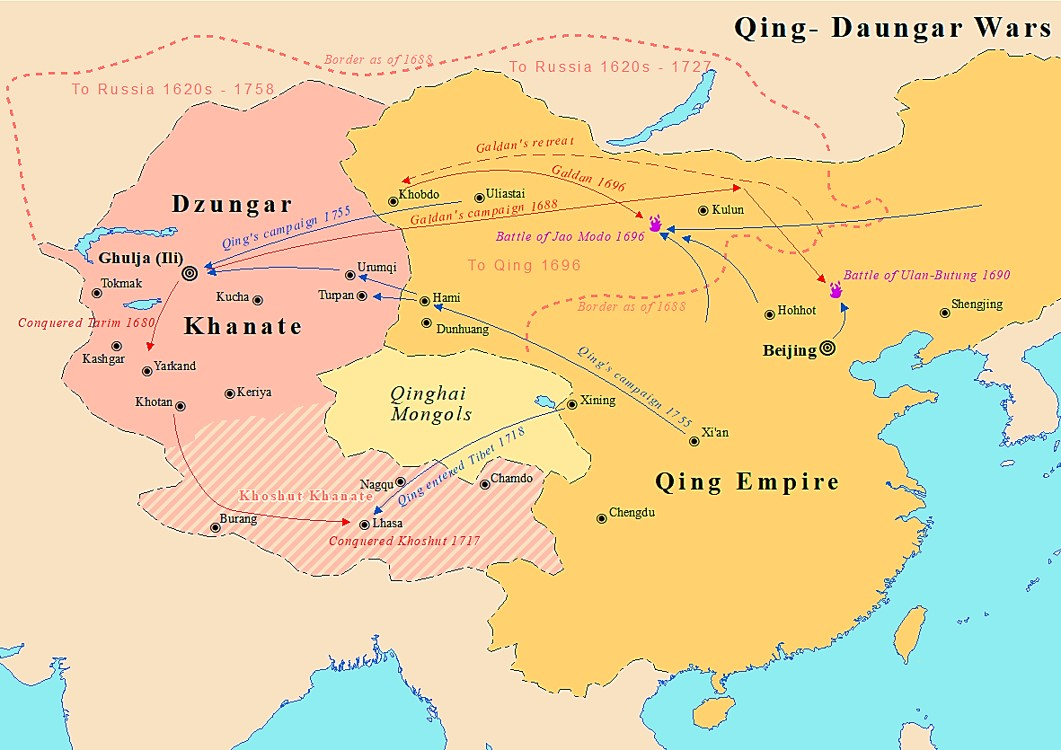
Ойратсько-манчжурські війни

Друга ойратсько-манчжурська війна — війна між ойратським Джунгарським ханством і та манчжурською династією Цін у 1715—1739 роках за панування над східноазійськими степами.

## Історія
У 1642 році Гюші-хан, засновник Хошутського ханства, скинув принца Цанга і зробив 5-го Далай-ламу вищим духовним і політичним авторитетом у Тибеті, встановивши режим, відомий як Ганден Пходранг. Цеван Рабдан, очільник Джунгарського ханства вторгся в Тибет у 1717 році, скинув претендента на посаду 7-го Далай-лами Лхавзан-хана, останнього правителя Хошутського ханства, і вбив Лхабзанг-хана та всю його родину. Вони також жорстоко знищили невелике військо в битві на річці Салуїн, яке імператор Кансі династії Цін послав розчищати традиційні торгові шляхи в 1718 році. У відповідь експедиція, надіслана імператором Кансі, разом із тибетськими військами під керівництвом Полане Сонам Топге з Цанга та Канченна (також пишеться як Ханченне), губернатора Західного Тибету, вигнала джунгарів з Тибету в 1720 році. Це поклало початок правлінню Цін у Тибеті, яке тривало до падіння династії Цін у 1912 році. 1912. Ханьський генерал Ю Чжун Ці (нащадок Юе Фея) завоював Тибет для Цін під час Джунгарсько-цінської війни. Джалангга, маньчжурський прапороносець, змінив ханьського генерала Юе Чжунці на посаді командувача в 1732 році.
Маньчжурський імператор Кансі розпалив антимусульманські настрої серед монголів Цинхаю (Коконора), щоб отримати підтримку проти монгольського лідера Джунгарського ойрату Галдана. Кансі стверджував, що китайські мусульмани всередині Китаю, такі як тюркські мусульмани в Цинхаї (Коконор), були в змові з Галданом, який, як він неправдиво стверджував, прийняв іслам. Кансі неправдиво стверджував, що Галдан знехтував і відвернувся від буддизму та Далай-лами і що він збирався встановити мусульманина правителем Китаю після вторгнення в нього в змові з китайськими мусульманами. Кансі також не довіряв мусульманам Турфана і Хамі.
1729 року цінський імператор Айсіньгеро Іньчжень ухвалив рішення про відновлення війни з ойратами. Те, що нове зіткнення неминуче, розуміли обидві сторони, і заздалегідь готувалися до нього, як накопичуючи війська, так і намагаючись знайти союзників.
У 1730 році цінські війська були розбиті ойратами в битві біля озера Баркуль, а в 1731 — на Алтаї. Однак 1732 року цінська армія побудувала на джунгарському кордоні в урочищі Модон-Цаган-Куль потужну фортецю, яка стала опорним пунктом для її подальших операцій углиб ойратських степів. 23 серпня 1732 року 30-тисячна ойратська армія під проводом Церена Дондоба-молодшого виступила в похід на схід у напрямку до Толи і Керулена, і 26 серпня розбила 22-тисячне угрупування противника біля гори Модон-хотон. Ойрати дійшли до резиденції глави ламаїстської церкви в Халхе — монастиря Ердені-Дзу, проте були там розгромлені цінськими військами у вирішальній битві. У 1733—1734 роках армія цінів перейшла в наступ, але не домоглася якихось успіхів.